# Бабезиозы
Бабезиозы (бабезиеллёзы) (лат. Babesiosis) — инвазионные трансмиссивные болезни животных и человека, вызываемые простейшими рода бабезия.
Болезни протекают с проявлениями лихорадки, анемии, желтухи, гемоглобинурии.
Наибольшее ветеринарное значение имеют бабезиозы мелкого и крупного рогатого скота, а также собак. Возможно заболевание человека. Распространены на всех континентах, кроме Антарктики, в пределах ареалов переносчиков — нескольких видов пастбищных клещей. В России — в основном на северо-западе и юге Европейской части и в лесостепных районах юга Сибири.
Из-за недостаточной изученности и различия мнений исследователей, часто бабезиоз отождествляют с пироплазмозом, что не вполне корректно из-за различий в этиологии возбудителей, а также клинической картины заболеваний. По Международной классификации болезней МКБ-10 бабезиоз человека имеет код B60.0.

## Этиология
Возбудитель бабезиоза (более 100 видов с различной патогенностью) в основном специфичен для различных видов животных:
- Babesia divergens (bovis) — крупный рогатый скот
- Babesia bigemina[англ.] — Техасская лихорадка (крупный рогатый скот)
- Babesia ovis — овцы
- Babesia canis — собаки
- Babesia odocoilei — олени
- Babesia microti (Северная Америка) и Babesia divergens (Европа) — человек

Чувствительны к бабезиям также архар, муфлон, лань и другие виды.

## Эпизоотология
Передаётся через укусы клещей почти всех родов семейства Ixodidae, наиболее известны как передатчики клещи родов Dermacentor, Rhipicephalus, Hyalomma. Передача происходит через слюну во время питания клеща.
Естественным резервуаром возбудителей в природе служат больные бабезиозом животные. Промежуточные резервуары — мелкие грызуны.
Переболевшие животные в течение 2-3 лет невосприимчивы к повторному острому заражению, но при этом остаются бессимптомными носителями и являются источником заражения для клещей. Во многих эндемичных районах заражено большинство или всё поголовье скота.
Собаки могут болеть бабезиозом (пироплазмозом) ежегодно или даже по 2 раза в год.

## Течение и симптомы
Продолжительность инкубационного периода при заражении Babesia divergens через клещей 10-15 суток, через кровь — 6-12 суток, при заражении овец Babesia ovis соответственно 8-12 и 5-7 суток. У больных животных резко повышается температура тела (до 40-41 °C), нарушается работа сердца, учащается дыхание. Общее состояние угнетённое, запоры чередуются с поносами. Животные быстро худеют. Удои коров снижаются в 4-5 раз. Молоко становится жёлтым, иногда красноватым, горьким на вкус. На 2—3-й день болезни появляется кровавая моча. У овец часто наступает прерывание беременности. Продолжительность острого периода болезни 4-8 суток.
Летальность у крупного рогатого скота 40 % и более, у овец и коз — до 80 % от числа заболевших острой формой.
Бабезиоз у человека развивается в основном на фоне пониженного иммунного статуса (пожилые или перенёсшие тяжёлые операции, больные СПИДом). К симптомам относятся: лихорадка до 40°, увеличение печени и селезёнки. Случаи заболевания начали фиксировать лишь во второй половине 20-го века, описано несколько десятков случаев заболевания. Высока вероятность недостаточного уровня диагностики этого заболевания у человека, для его повышения проводится значительная работа во многих странах. У человека с нормальной иммунной системой протекает бессимптомно, несмотря на высокую степень паразитемии (1-2 %).

## Лечение
Хороший лечебный эффект дают пироплазмил, беренил, гемоспоридин, акаприн, ихтарган, альбаргин, тиарген, наганин и др. Больным животным предоставляют полный покой (их нельзя перегонять), обеспечивают зелёными и сочными кормами.
Для тяжёлых форм бабезиоза у человека рекомендованы комбинации клиндамицина и хинина или азитромицина и атоваквона. В тяжёлых случаях необходимо переливание крови.

## Профилактика
Уничтожение клещей и грызунов на пастбищах, обработка животных акарицидами. Для человека — применение противоклещевых препаратов и использование специальных противоэнцефалитных костюмов.

## См.также
- Клещевые инфекции